# Karl Roberson
Karl William Roberson (Neptune City, Nueva Jersey, 4 de octubre de 1990) es un artista marcial mixto profesional estadounidense y ex kick bóxer que compite actualmente en la división de peso medio de Ultimate Fighting Championship.

## Primeros años y educación
Se crio en el Municipio de Neptune, Nueva Jersey. Roberson jugó al béisbol en la Escuela Secundaria Neptune.

## Carrera en el kick boxing
Roberson fue llamado con poca antelación para luchar contra la leyenda del K-1 Jérôme Le Banner en el Fight Night Saint-Tropez 4, el 4 de agosto en Saint-Tropez, en su combate de retirada. Aunque debutaba en el kickboxing profesional, con sólo tres combates amateurs, se las arregló para molestar a Le Banner y anotar dos derribos, el primero se dictaminó como un resbalón y durante el segundo el árbitro procedió a una cuenta lenta de unos 30 segundos que le permitió recuperarse, lo que llevó la pelea a una controvertida derrota por decisión.

## Carrera en las artes marciales mixtas

### Carrera temprana
Después de obtener tres victorias en MMA amateur, Roberson hizo su debut profesional en MMA mayo de 2015. Él luchó esporádicamente durante los próximos dos años, obteniendo un récord de 5-0.

### Dana White's Tuesday Night Contender Series
Roberson apareció en el Dana White's Contender Series 3 el 25 de julio de 2017 contra Ryan Spann. Ganó el combate a través de codazos en la primera ronda y se le otorgó el contrato de la UFC.

### Ultimate Fighting Championship
Debutó el 11 de noviembre de 2017 contra Darren Stewart en UFC Fight Night: Poirier vs. Pettis. Ganó el combate mediante una sumisión por estrangulamiento por detrás en el primer asalto.
Roberson se enfrentó a Cezar Ferreira el 12 de mayo de 2018 en UFC 224. Perdió el combate por sumisión técnica en el primer asalto.
Roberson se enfrentó a Jack Marshman el 3 de noviembre de 2018 en UFC 230. Ganó el combate por decisión unánime.
Roberson aceptó un combate con poco aviso contra Glover Teixeira en la división de peso semipesado en UFC Fight Night: Cejudo vs. Dillashaw el 19 de enero de 2019. Roberson reemplazó a Ion Cuțelaba en la pelea que tuvo que retirarse debido a una lesión. A pesar de lastimar a Teixeira con los codos al principio del asalto, Roberson perdió la pelea en el primer asalto por sumisión mediante el estrangulamiento del brazo.
Roberson tenía previsto enfrentarse a John Phillips el 13 de julio de 2019 en UFC Fight Night: de Randamie vs. Ladd. Sin embargo, se informó que Phillips fue retirado del combate debido a una lesión y fue reemplazado por Wellington Turman. Roberson ganó el combate por una controvertida decisión dividida.
Roberson se enfrentó al recién llegado a la promoción Roman Kopylov el 9 de noviembre de 2019 en UFC Fight Night: Magomedsharipov vs. Kattar. Ganó el combate por sumisión en el tercer asalto.
Se esperaba que Roberson se enfrentara a Makhmud Muradov el 18 de abril de 2020 en UFC 249. Sin embargo, Muradov se vio obligado a retirarse del evento debido a la restricción de viaje de la pandemia de COVID-19, y Roberson fue retirado del evento y estaba programado para enfrentarse a Marvin Vettori el 25 de abril de 2020. Sin embargo, el 9 de abril, el presidente de la UFC, Dana White, anunció que este evento se posponía para una fecha futura. En cambio, Roberson estaba programado para enfrentarse a Marvin Vettori el 13 de mayo de 2020 en UFC on ESPN: Woodley vs. Burns. En el pesaje, Roberson pesó 187.5 libras, 1.5 libras por encima del límite de peso medio sin título de 186 libras. Se le impuso una multa del 20% de su bolsa, que fue entregada a su oponente Vettori, y el combate debía celebrarse con un peso acordado. Sin embargo, Roberson fue retirado del combate debido a una rabdomiólisis. La pelea fue reprogramada para el 13 de junio de 2020 en UFC on ESPN: Eye vs. Calvillo. En el pesaje del 12 de junio, Roberson volvió a fallar en el peso, pesando 190.5 libras, 4.5 libras por encima del límite de peso medio sin título de 186 libras. El combate se desarrolló como un combate de peso acordado y Roberson fue multado con el 30% de su bolsa. Perdió el combate por sumisión en el primer asalto.
Roberson estaba programado para enfrentarse a Dalcha Lungiambula el 12 de diciembre de 2020 en UFC 256. Sin embargo, Karl dio positivo por COVID-19 y la pelea fue trasladada a la siguiente tarjeta del 19 de diciembre, UFC Fight Night: Thompson vs. Neal.
Roberson se enfrentó a Brendan Allen el 24 de abril de 2021 en UFC 261. Perdió el combate por sumisión con gancho al tobillo al final del primer asalto.
Roberson está programado para enfrentarse al recién llegado a la promoción Nick Maximov el 25 de septiembre de 2021 en UFC 266.
Roberson se enfrentó a Khalil Rountree Jr el 12 de marzo de 2022 en UFC Fight Night 203.Perdió el combate por TKO.

## Récord en artes marciales mixtas
| Resultado | Récord | Oponente           | Método                                        | Evento                                      | Fecha                   | Ronda | Tiempo | Localización                | Notas                                                                 |
| --------- | ------ | ------------------ | --------------------------------------------- | ------------------------------------------- | ----------------------- | ----- | ------ | --------------------------- | --------------------------------------------------------------------- |
| Derrota   | 9-5    | Khalil Rountree Jr | TKO (patada al cuerpo y puñetazos)            | UFC Fight Night 203                         | 12 de marzo de 2022     | 2     | 0:25   | Las Vegas, Nevada           |                                                                       |
| Derrota   | 9-4    | Brendan Allen      | Sumisión (bloqueo del tobillo)                | UFC 261                                     | 24 de abril de 2021     | 1     | 4:55   | Jacksonville, Florida       |                                                                       |
| Derrota   | 9-3    | Marvin Vettori     | Sumisión (estrangulamiento por detrás)        | UFC on ESPN: Eye vs. Calvillo               | 13 de junio de 2020     | 1     | 4:17   | Las Vegas, Nevada           | Combate de peso acordado (190.5 libras); Roberson no alcanzó el peso. |
| Victoria  | 9-2    | Roman Kopylov      | Sumisión (estrangulamiento por detrás)        | UFC Fight Night: Magomedsharipov vs. Kattar | 9 de noviembre de 2019  | 3     | 4:01   | Moscú                       |                                                                       |
| Victoria  | 8-2    | Wellington Turman  | Decisión (dividida)                           | UFC Fight Night: de Randamie vs. Ladd       | 13 de julio de 2019     | 3     | 5:00   | Sacramento, California      |                                                                       |
| Derrota   | 7-2    | Glover Teixeira    | Sumisión (estrangulamiento del brazo)         | UFC Fight Night: Cejudo vs. Dillashaw       | 19 de enero de 2019     | 1     | 3:21   | Brooklyn, Nueva York        | Combate de peso semipesado.                                           |
| Victoria  | 7-1    | Jack Marshman      | Decisión (unánime)                            | UFC 230                                     | 3 de noviembre de 2018  | 3     | 5:00   | Nueva York, Nueva York      |                                                                       |
| Derrota   | 6-1    | Cezar Ferreira     | Sumisión técnica (estrangulamiento del brazo) | UFC 224                                     | 12 de mayo de 2018      | 1     | 4:45   | Río de Janeiro              |                                                                       |
| Victoria  | 6-0    | Darren Stewart     | Sumisión (estrangulamiento por detrás)        | UFC Fight Night: Poirier vs. Pettis         | 11 de noviembre de 2017 | 1     | 3:41   | Norfolk, Virginia           | Regreso al peso medio.                                                |
| Victoria  | 5-0    | Ryan Spann         | KO (codazos)                                  | Dana White's Contender Series 3             | 25 de julio de 2017     | 1     | 0:15   | Las Vegas, Nevada           |                                                                       |
| Victoria  | 4-0    | Derrick Brown      | Sumisión (barra de brazo)                     | CFFC 65: Brady vs. Saraceno                 | 20 de mayo de 2017      | 1     | 1:01   | Filadelfia, Pensilvania     | Debut en el peso semipesado.                                          |
| Victoria  | 3-0    | Elijah Gbollie     | TKO (puñetazos)                               | Shogun Fights 16                            | 8 de abril de 2017      | 1     | 1:50   | Baltimore, Maryland         |                                                                       |
| Victoria  | 2-0    | Michael Wilcox     | Sumisión (barra de brazo)                     | CFFC 50: Smith vs. Williams                 | 18 de julio de 2015     | 1     | 3:11   | Atlantic City, Nueva Jersey | Combate de peso acordado (192 libras).                                |
| Victoria  | 1-0    | Chike Obi          | Decisión (unánime)                            | Ring of Combat 51                           | 5 de junio de 2015      | 3     | 5:00   | Atlantic City, Nueva Jersey | Debut en el peso medio.                                               |